# Urso-marsicano
O urso-marsicano (Ursus arctos marsicanus), também conhecido como urso-pardo-apenínico (e em italiano: orso bruno marsicano) é uma subespécie em perigo crítico de urso-pardo com âmbito restrito ao Parque Nacional de Abruzzo e região circundante, Itália.
Este urso é muito similar à espécie principal, com diferenças sutis na aparência e nas técnicas de hibernação. Seus filhotes tendem a crescer depressa. Com o decréscimo da sua população, o governo italiano recentemente começou a dar ênfase à conservação in-situ. O parque Abruzzo se tornou um santuário ecológico para o urso-marsicano e outros animais, com mais grupos conservacionistas tentando ajudar a preservar-lhes nos últimos anos.
Existe debate sobre se o urso-marsicano deve ser considerado uma subespécie ou um táxon próprio.